# Muzaffer Tokaç
Muzaffer Tokaç (* 22. Juli 1922 in der Türkei; † 1. Juli 2009 in den Vereinigten Staaten) war ein türkischer Fußballspieler. Durch seine langjährige Tätigkeit für Galatasaray Istanbul und als Eigengewächs wird er sehr stark mit diesem Verein assoziiert. Auf Fan- und Vereinsseiten wird er als einer der bedeutendsten Spieler der Klubgeschichte bezeichnet. Während seiner Spielerzeit bei Galatasaray trug er zeitweise auch die Kapitänsbinde. Er galt als bester Rechtsaußen seiner Zeit im Speziellen und als einer der besten Rechtsaußen im türkischen Fußball im Allgemeinen. Zu Spielerzeiten war er aufgrund seiner blonden Haare unter dem Spitznamen Sarı Muzaffer (dt. Blonder Muzaffer oder Muzaffer der Blonde) bekannt. Ein weiterer Spitzname war Cinci Muzaffer (dt. Muzaffer der Hexer). Dieser Name resultierte von seiner Spieltechnik und -übersicht.
Im Anschluss an seine Fußballspielerlaufbahn zog er in die Vereinigten Staaten und lebte dort bis zu seinem Tod.

## Spielerkarriere

### Verein
Tokaç besuchte das renommierte Galatasaray-Gymnasium und spielte hier in der Jugendabteilung des Traditionsvereins Galatasaray Istanbul – jenes Vereins, der von Schülern des Galatasaray-Gymnasiums gegründet wurde. Sein fußballerisches Talent sprach sich in der Galatasaray-Gemeinde schnell herum, sodass er 1942 als Siebzehnjähriger in den Kader der Fußballmannschaft von Galatasaray aufgenommen wurde. Zum Zeitpunkt seines Eintritts in den Profikader existierte in der Türkei keine landesübergreifende Profiliga. Stattdessen existierten in den Ballungszentren wie Istanbul, Ankara und Izmir regionale Ligen, von denen die İstanbul Futbol Ligi (dt.: Istanbuler Fußballliga) als die renommierteste galt. Zudem wurde ab 1936 der Versuch unternommen, mit der Türkiye Maarif Mükafatı eine Art nationale Meisterschaft zu etablieren, eine als Turnier konzipierte und unregelmäßig veranstaltete nationale Fußballliga der Türkei. Tokaç gab sein Debüt für Galatasaray während der Partie in der Istanbuler Fußballliga vom 13. September 1942 gegen Davutpaşa SK. In dieser Partie spielte Tokaç über die volle Spiellänge. Im weiteren Saisonverlauf spielte er bei zwölf weiteren Partien. Nach dem Saisonende nahm Galatasaray am Türkiye Maarif Mükafatı teil, während Tokaç während dieses Turniers bei zwei der möglichen 14 Begegnungen zum Einsatz. Sein Team beendete das Turnier auf dem 2. Platz. Zudem nahm Tokaç’ Mannschaft auch am Istanbul-Pokal teil und konnte diesen Pokal gewinnen. Dadurch holte Tokaç seine erste Trophäe auf Vereinsebene.
In der Spielzeit 1943/44 wurde er mit sechs Treffern in sieben Ligaspielen einer der erfolgreichsten Torschützen seines Teams. Mit seiner Mannschaft beendete er die Liga auf dem 3. Tabellenplatz und nahm am nachsaisonalen Türkiye Maarif Mükafatı diesmal nicht teil. Im Istanbul-Pokal gelang die Titelverteidigung. Die nachfolgende Spielzeit verlief für Tokaç ebenfalls erfolgreich. Er eroberte sich einen Stammplatz und absolvierte nahezu alle Begegnungen. Mit seinem Team belegte Tokaç immer Plätze in oberen Tabellensegment und etablierte sich als Leistungsträger. Durch seine Leistungen stieg er 1948 auch zum Nationalspieler auf. In der Saison 1948/49 erreichte Tokaç mit seinem Team die Meisterschaft der Istanbuler Fußballliga und war damit Teil jener Mannschaft, die für Galatasaray nach 18 Jahren wieder die Istanbuler Meisterschaft gewinnen konnte. Die nächsten beiden Spielzeiten ging er mit seiner Mannschaft in der Meisterschaft leer aus.
Zum Frühjahr 1952 wurde die İstanbul Futbol Ligi in die İstanbul Profesyonel Ligi (dt.: Istanbuler Profiliga) überführt und alle namhaften Vereine nahmen fortan an dieser Liga teil. In der ersten Saison dieser Liga erreichte Tokaç’ Team die Vizemeisterschaft hinter dem Erzrivalen Beşiktaş Istanbul die Vizemeisterschaft. Tokaç kam in 14 Spielen zum Einsatz und erzielte zwei Tore. In der Saison 1955/56 dieser Liga gelang Galatasaray der Gewinn der Meisterschaft. In dieser Meisterschaftssaison verlor Tokaç seinen Stammplatz und absolvierte acht Ligaspiele.
Im Sommer 1956 beendete er mit einem Abschiedsspiel, in dem Galatasaray auf Beykozspor traf, seine Karriere. Nach seinem Karriereende zog er nach New York City und spielte hier u. a. für Brookhattan.

### Nationalmannschaft
Tokaç startete seine Nationalmannschaftskarriere 1948. Hier wurde er vom Nationaltrainer Peter Molloy, der zeitgleich auch Tokaç’ Verein Galatasaray Istanbul trainierte, in das Aufgebot der türkischen Nationalmannschaft berufen. So gab Tokaç im November 1948 im Rahmen eines Testspiels gegen die griechische Nationalmannschaft sein Länderspieldebüt. Nach dieser Begegnung gehörte Tokaç etwa drei Jahre lang zu den regelmäßig nominierten Spielern der türkischen A-Auswahl.
Während dieser dreijährigen Nationalmannschaftskarriere war Tokaç an einigen wichtigen Erfolgen der türkischen Fußballgeschichte beteiligt. Am 17. Juni 1951 bestritt die Türkei im mit 100.000 Zuschauern ausverkauften Berliner Olympiastadion sein erstes Länderspiel gegen die deutsche Nationalmannschaft. In diesem Spiel, in dem Tokaç über die volle Spielzeit aktiv war, gewann die Türkei mit 2:1 und sorgte für eine große Überraschung. Tokaç erzielte dabei in der 85. Minute den 2:1-Siegtreffer für seine Mannschaft und zählte zu den auffälligsten Spielern seines Teams. Im Sommer 1949 nahm Tokaç mit der Türkei am Mittelmeerpokal teil und belegte hinter der zweiten Auswahl der italienischen Nationalmannschaft den zweiten Platz.
Sein letztes Länderspiel absolvierte er am 8. Juni 1952 gegen Spanien. Insgesamt spielte er 13 Mal für die türkische A-Nationalmannschaft und erzielte dabei zwei Tore. Neben seiner Tätigkeit für die A-Nationalmannschaft war Tokaç auch für die B-Nationalmannschaft und die türkische U-21-Nationalmannschaft tätig. In seinen Einsätzen für die letztere Auswahl war er allen Spielen über 21 Jahre alt.

## Tod
Tokaç verstarb am 1. Juli 2009 in den Vereinigten Staaten, wohin er seinen Hauptwohnsitz nach dem Ende seiner Fußballspielerkarriere verlegt hatte.

## Trivia
- Sein Sohn Cengiz Tokaç war bei Galatasaray als Basketballspieler aktiv und betreute nach seiner Karriere die Basketballmannschaft als Manager.[7]

- Nach seiner Fußballkarriere ließ er sich in der amerikanischen Metropole New York City nieder und gründete hier mit dem türkischen Geschäftsmann Rauf Halat eine Firma mit dem Namen Rauf Halat – Muzaffer Tokaç Co. – Division of PAN-Turk.[8]

- Während seiner Zeit in den USA war er für die Tageszeitung Milliyet auch als Korrespondent tätig.[9]

## Erfolge

### Als Spieler
- Mit Galatasaray Istanbul
  - İstanbul Futbol Ligi: 1948/49
  - İstanbul Profesyonel Ligi: 1954/55

Mit der türkischen Nationalmannschaft
- Teilnahme an den Olympischen Sommerspielen: 1952